# Singet dem Herrn ein neues Lied
«Singet dem Herrn ein neues Lied» (Пойте Господу песнь новую, BWV 225) — мотет Иоганна Себастьяна Баха. Написан в 1726—1727 годах, впервые исполнен в Лейпциге в 1727 году, впервые опубликован в 1802 году издательством Breitkopf & Härtel.
В первой части мотета поётся псалом 149:1—3, вторая часть основывается на третьей строфе гимна «Nun lob, mein Seel, den Herren» 1525 года за авторством Иоганна Грауманна, и в третьей части поётся псалом 150:2,6.
Известен случай знакомства Моцарта с этим мотетом во время его пребывания в Лейпциге в апреле 1789 года, описанный Иоганном Фридрихом Рохлицем во «Всеобщей музыкальной газете» в ноябре 1798 года. Тогдашний кантор школы святого Фомы Иоганн Фридрих Долес (1715—1797) исполнил его вместе со своими воспитанниками в знак благодарности за игру Моцарта на органе Томаскирхе. После исполнения поражённый Моцарт воскликнул: «Вот ведь есть же ещё нечто, откуда можно кое-чему научиться!» (нем. „Das ist doch einmal etwas, woraus sich was lernen läßt!“), а затем попросил для изучения выписанные голоса этого и остальных мотетов.